# Скопское (пиво)

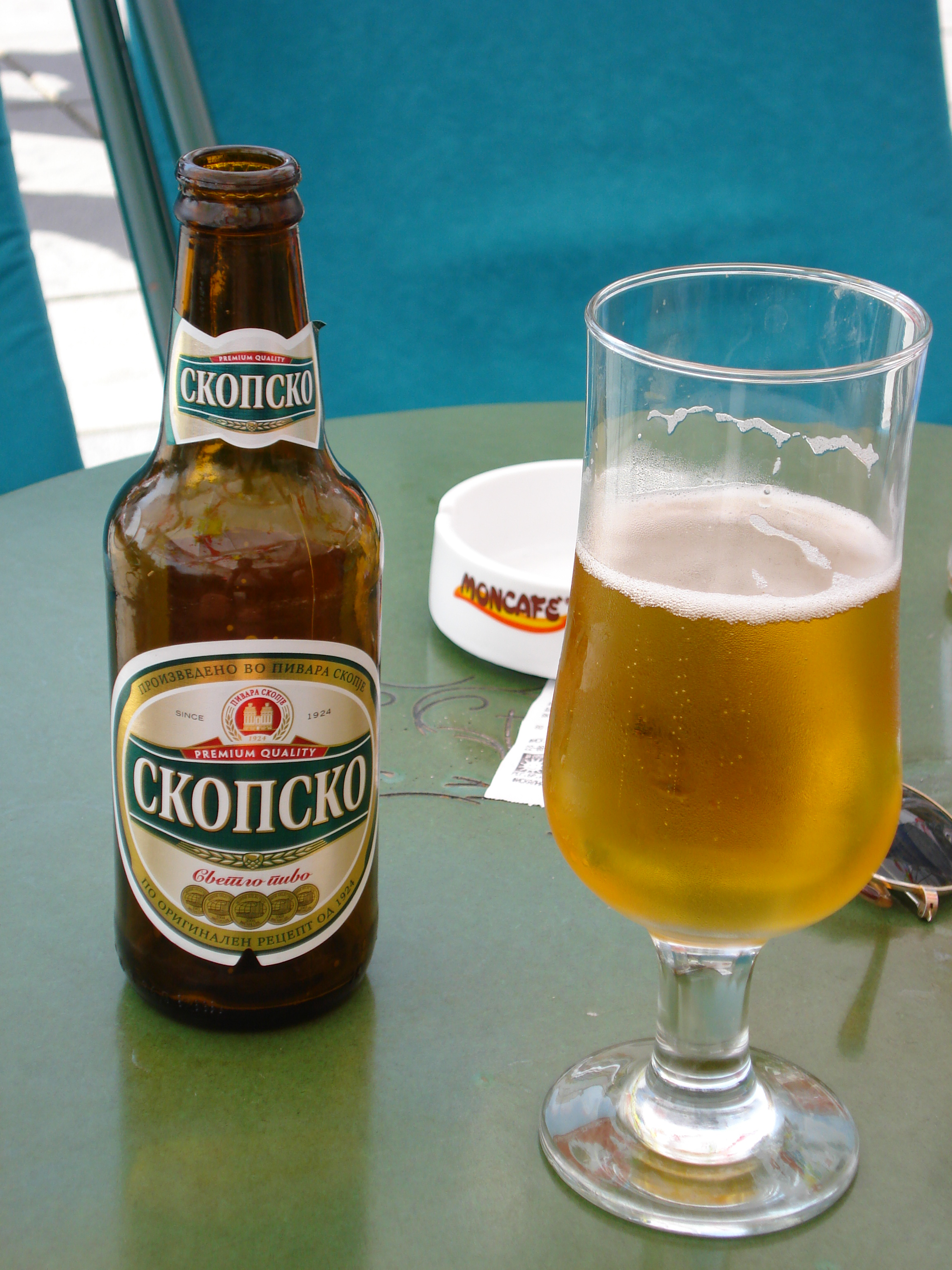
Бутылка и бокал «Скопского»

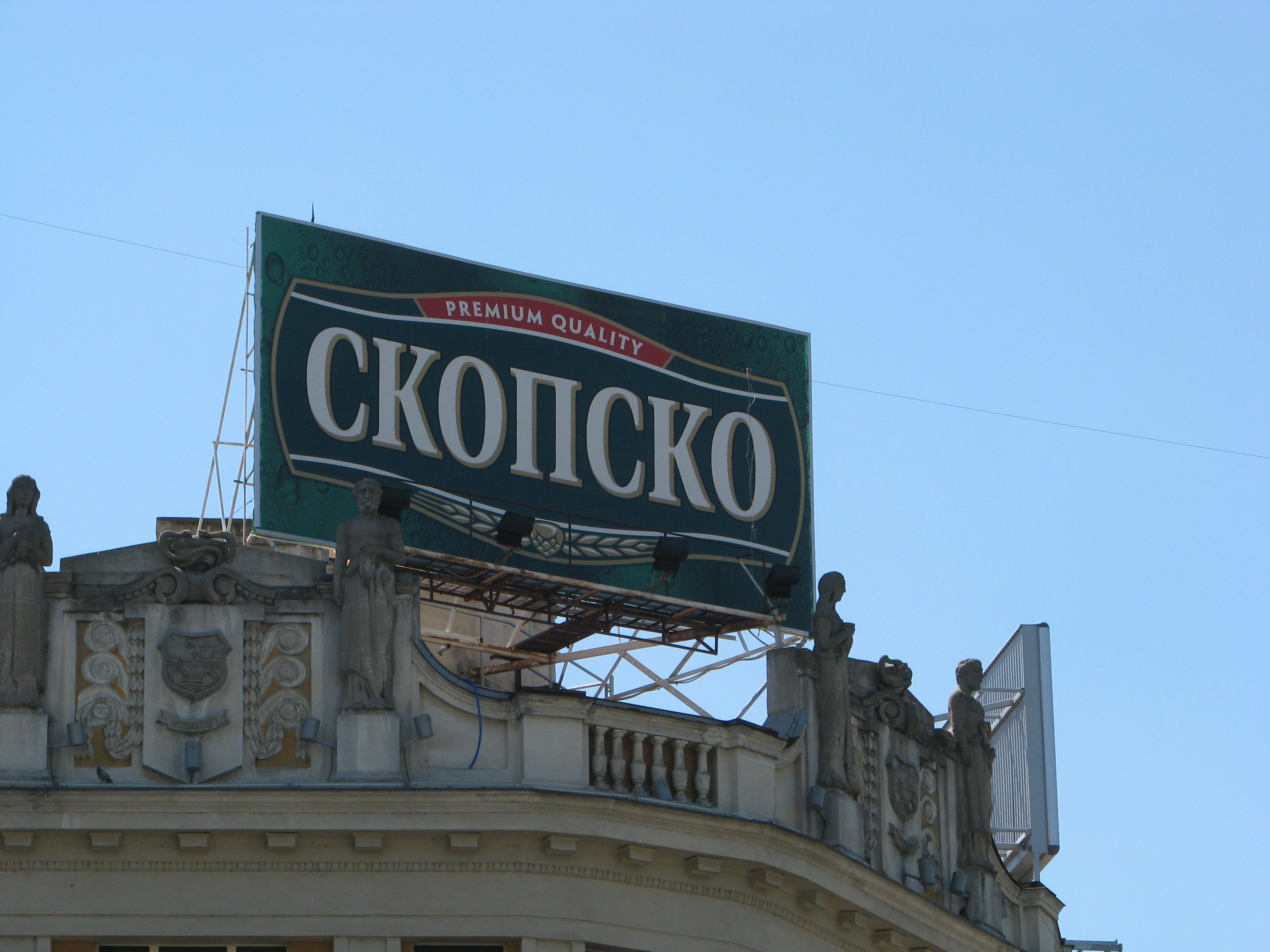
Реклама пива на крыше здания в Скопье

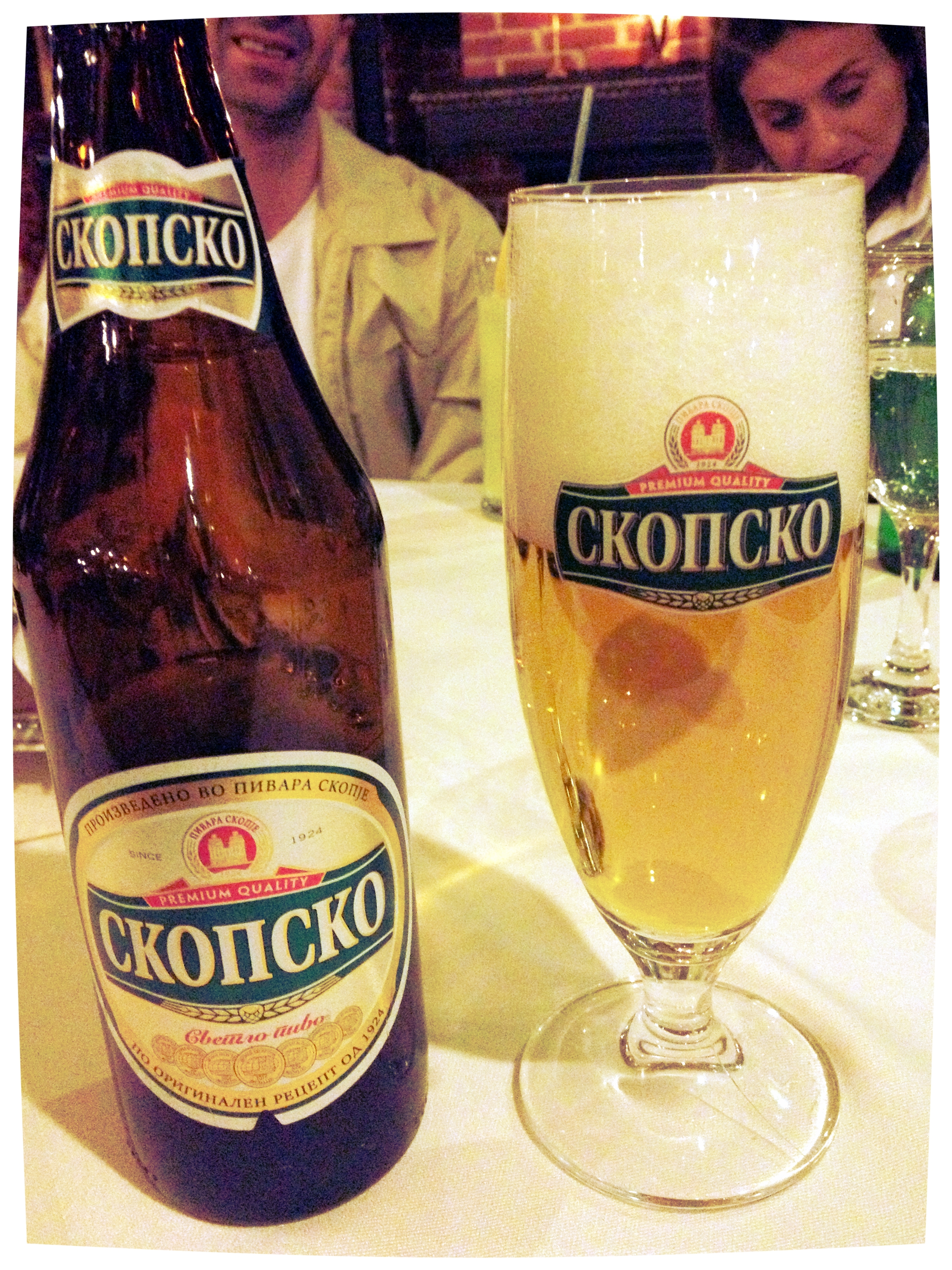

Скопское (макед. Скопско) — пиво, которое производится пивоваренным заводом Скопье с 1924 года. Покупка этого пива составляет 64 % от всех марок в Северной Македонии. Его рекламные слоганы — «Скопское, наше лучшее (Скопско, наше најдобро)» и «Скопское, и всё возможно (Скопско, и сѐ е можно)».
В 1998 году пивоваренный завод в Скопье был куплен фирмами Coca-Cola и Heineken.

## История
Здание пивоваренного завода было построено в 1922 году. 33 347 м² площади было приобретено вокруг железной дороги Скопье-Ниш, примерно в 2 км к востоку от Скопье. Основателями пивоварни являются чехи Виктор Цейсс (инженер) и Карел Гусник (банкир). В 1922 году они инвестировали 3 миллиона югославских динаров, в 1923 году — 6 миллионов и в 1924 году, когда началось производство пива, 9 миллионов. До Второй мировой войны ежегодно производилось 35 000 гектолитров пива, 720 тонн солода и 1500 тонн льда. Во время Второй мировой войны потребление и производство пива возросли: в 1942 году было произведено 33 931,30 гектолитров пива. После Второй мировой войны произошло сокращение производства и потребления Скопского пива. Началось расширение производственных площадей и модернизация оборудования. В 1951, 1958, 1963, 1969, 1974 и 1985 годах были улучшены производственные процессы. В настоящее время пивоваренная мощность пивоваренного завода составляет 1 100 000 гектолитров пива в год. До 1977 года производилось только пиво и солод. Затем начинается производство безалкогольных напитков, уксуса и пивных дрожжей.

## Производство и состав
Пиво производится при низкой температуре алкогольного кипения ячменного солода. Содержит экстракты, которые составляют 11 % состава (в том числе солод) и 4,9 % спирта. Пиво имеет золотисто-жёлтый цвет и белую пенку. Характерный горький вкус исходит от большого количества хмеля, который является четвёртым важным ингредиентом пива после воды, ячменя и дрожжей. Также оно содержит двуокись углерода и не содержит консервантов. Для увеличения срока годности используется пастеризация.
В декабре 2014 года Пивоваренная компания Скопье начала производство тёмного пива «Скопское».

## Виды Скопского пива
- Скопское Радлер (Скопско Радлер)
- Скопское тёмное (Скопско темно)
- Скопское вишнёвое (Скопско цреша)
- Скопское мутное (Скопско смут)